# Coin-Operated Boy
Coin-Operated Boy – singel zespołu The Dresden Dolls, z debiutanckiego albumu „The Dresden Dolls”. Został wydany 13 grudnia 2004 roku przez Roadrunner Records. „Coin-Operated Boy” został napisany przez Amandę Palmer. Melodia utworu jest piskliwa, a zarazem łagodna; ostro oddziela od siebie poszczególne dźwięki, włączając w to instrumenty takie jak zabawkowe pianino.
Palmer objaśnia korzyści sztucznego chłopaka, który porusza się w pewien sposób, rytm przypominający automat. Piosenka posiada także wyraźne kwestie samotności i chęci związku z całkowitym fizycznym afektem, lecz bez pracy i możliwości zranienia.
Teledysk do tej piosenki został wyreżyserowany przez Michaela Pope’a. Występuje w nim Amanda Palmer jako zwolenniczka piosenki, która zwraca się do mężczyzny na monety (Brian Viglione) po rozczarowaniu innymi mężczyznami.
W lipcu 2006, Internet Sketch Comedy Show Moron Life opublikowali parodię „Coin Operated Boy” zatytułowaną Beer Activated Girl ku radości Amandy Palmer i Briana Vigliona.
W styczniu 2007, „Coin-Operated Boy” został użyty w handlu dla australijskich konfitur marki Darbo.

## Lista utworów
1. „Coin-Operated Boy” – 3:33

2. „Coin-Operated Boy” (Live) – 5:44

3. „Baby One More Time” (Live) – 3:20

## Wykonawcy
- Amanda Palmer – pianino, śpiew, kompozytor, tekst
- Brian Viglione – perkusja, gitara